# Lindos
Lindos (Lindus, Λίνδος) es una ciudad de la isla de Rodas que antiguamente fue una de las principales ciudades de la isla. Estaba situada en la costa este, cerca de un cabo que lleva su nombre. Está a 55 km al sur de la ciudad de Rodas.
Según Homero, Lindos, Ialisos y Cámiros, tres ciudades de la isla, participaron en la guerra de Troya. Los habitantes eran dorios y cada ciudad correspondía a una tribu dórica de la isla.
Lindos fue parte de la hexápolis dórica. Las tres ciudades de la isla fundaron en el 408 a. C. una nueva ciudad común, (Rodas) y establecieron instituciones comunes; buena parte de la población de Lindos se trasladó a la nueva ciudad. 
Lindos fue el lugar de nacimiento de Cleóbulo de Lindos, uno de los siete sabios de Grecia.
Sobre la ciudad de Lindos se sitúa la acrópolis, una ciudadela natural que fue fortificada sucesivamente por los griegos, por los romanos, por los bizantinos, por los hospitalarios y por los otomanos. La acrópolis ofrece vistas espectaculares de los puertos vecinos y de la costa.
La moderna Lindos conserva las ruinas de la acrópolis, que es un lugar turístico al que se accede en burro. También hay restos del teatro y de dos templos: el de Atenea Lindia y el de Zeus Polieo. Además debía ser destacado el culto a Heracles, del que había un templo con una pintura de Parrasio, célebre pintor. 
Las calas de los alrededores son de aguas transparentes y de aspecto maravilloso. En la ciudad se rodó la película "Los cañones de Navarone".
Lindos está situada en una amplia bahía y está frente al pueblo pescador de Haraki.

## Mitología
La fundación de Lindos se atribuye a un fundador epónimo llamado Lindo, hijo de Cércafo, uno de los helíadas o, según otra tradición, a Tlepólemo, hijo de Heracles.
Se contaba que Heracles había estado en el lugar, y que pidió a un labrador que le vendiera a un buey, pero este se negó, alegando que necesitaba son dos bueyes para cultivar la tierra. Entonces Heracles decidió quedarse no con uno sino con los dos por la fuerza. Tras ver a sus bueyes sacrificados, el labrador empezó a proferirse insultos, mientras Heracles los comía divertido. Debido a esta leyenda, se contaba que en la ciudad de Lindos se le rendía un peculiar culto a Heracles en el que se proferían imprecaciones en vez de bendiciones. Estos sacrificios se tenían por nefastos si a alguien se le escapaba involuntariamente palabras de buen augurio. Por la devoción que se le mostraba en esta ciudad, Heracles recibió el epíteto de Heracles Lindio o Lindo.
Otra leyenda decía que Dánao, al llegar a Lindos con sus hijas, había sido el constructor del templo de Atenea, al que además había dotado con una estatua de la diosa. Algún tiempo después llegó allí Cadmo en busca de Europa. Este ofrendó a Atenea Lindia un gran caldero de bronce con inscripciones fenicias: se trataba de la primera vez que la escritura fenicia había llegado a Grecia.

## Historia
Lindos fue fundada por los dorios dirigidos por el rey Tlepólemo de Rodas que llegó en el siglo X a. C. Era una de las seis ciudades dorias de la zona conocidas como la hexápolis dórica. La localización de Rodas la hizo un lugar de encuentro natural entre los griegos y los fenicios y, en el siglo VIII a. C., Lindos era un gran centro comercial. Sus habitantes fundaron Gela en Sicilia el 689/8 a. C. y Solos en Cilicia. Es posible que también participaran en la fundación de Fasélide. Su importancia declinó tras la fundación de la ciudad de Rodas en el 408 a. C.

## Acrópolis

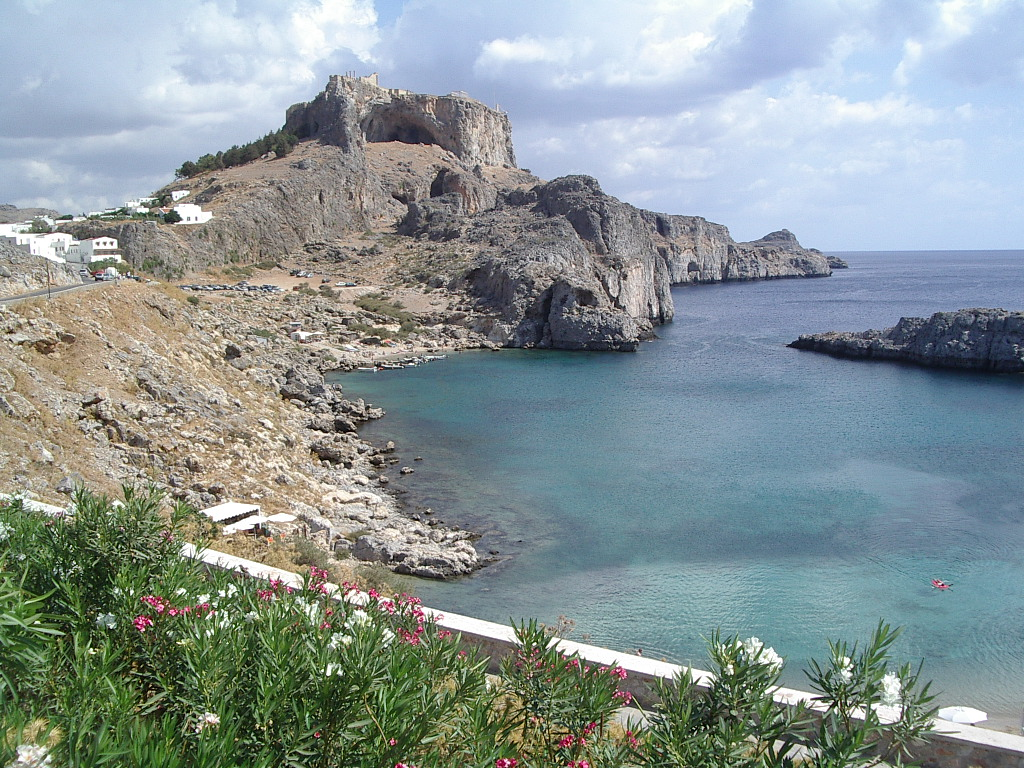
Vista de la acrópolis, la ciudad y una cala.

En época clásica la acrópolis de Lindos estaba dominada por el enorme templo de Atenea Lindia, el cual logró su forma definitiva a fines del siglo IV a. C. En la época helenística y romana el recinto del templo creció cuando más edificios fueron añadidos. A principios de la Edad Media estos edificios cayeron en desuso, y en el siglo XIV fueron parcialmente cubiertos por una fortaleza construida en la acrópolis por los caballeros de San Juan para defender la isla contra los otomanos.
Aún se conservan restos de los siguientes edificios:

### El templo dórico de Atenea Lindia

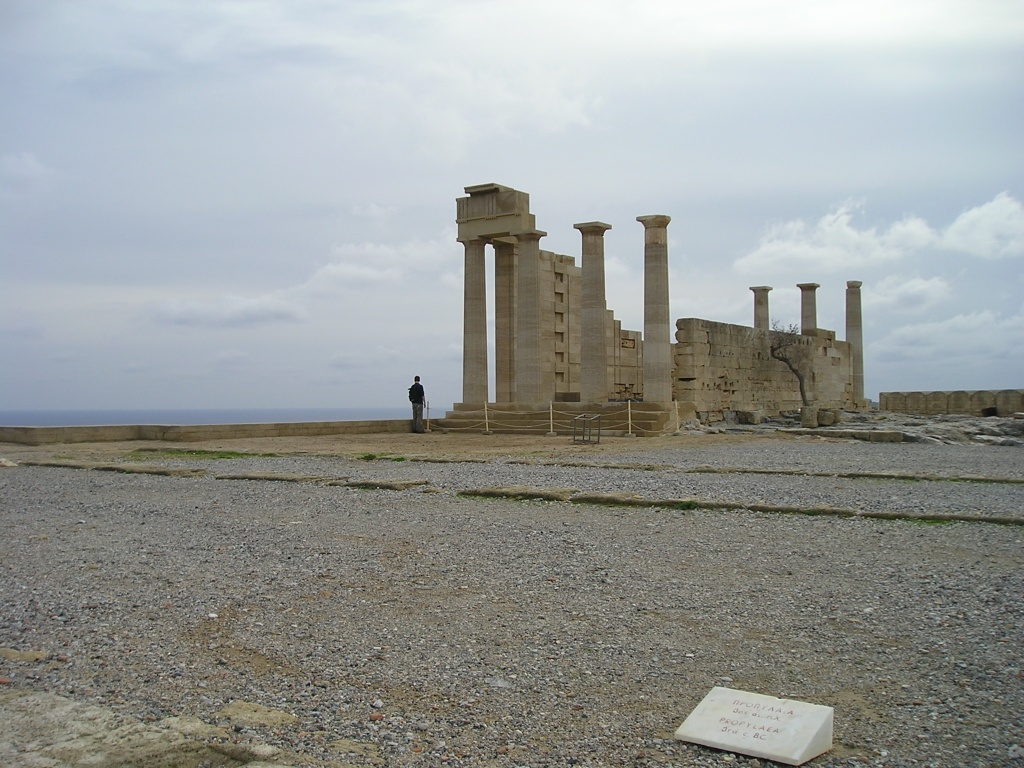
Templo de Atenea Lindia.

En el extremo de la acrópolis, en el punto más alto, se levantaba el templo de Atenea Lindia, que en su forma actual fue construido a fines del siglo IV a. C., sobre los restos de un templo más antiguo, edificado a mediados del siglo VI a. C. y destruido por un incendio.
Medía 21,5 por 7,75 m y era anfipróstilo en planta, es decir, dotado de un pórtico de cuatro columnas dóricas en cada uno de los lados cortos, similar al templo de Atenea Niké en la acrópolis de Atenas. Dentro del templo está la mesa de ofrendas y la base de la estatua de Atenea.
El templo dórico de Atenea Lindia, que data del 300 a. C., y que se construyó en el emplazamiento del anterior templo.

### Otros edificios de la acrópolis
Los propileos del santuario, también datados en el siglo IV a. C. Una monumental escalera conduce a una stoa en forma de D y a un muro con cinco puertas.
La stoa helenística con alas laterales, que data de aproximadamente el 200 a. C. La stoa tiene 87 m de largo y 42 columnas.
El relieve de la trirreme rodia tallado en la roca al pie de las escaleras que conducen a la acrópolis. En la proa sobresale la estatua del general Hagesandro, obra del escultor Pitocritos, quien también talló la Victoria de Samotracia. El relieve es de hacia el 180 a. C.
La escalera helenística (siglo II a. C.) conduce a la principal área arqueológica de la acrópolis.
Restos de un templo romano, posiblemente dedicado al emperador Diocleciano y que es de hacia el 300.
La acrópolis está rodeada por una muralla helenística contemporánea de los propileos y de la escalera que conduce a la entrada del sitio arqueológico. Una inscripción romana dice que la muralla y las torres cuadradas fueron reparadas a expensas de P Aelius Hagetor, el sacerdote de Atenea en el siglo II.
El castillo de los caballeros de San Juan, construido antes de 1317 sobre antiguas fortificaciones bizantinas. Las murallas y las torres siguen la natural conformación del acantilado. Una torre pentagonal en el lado sur domina el puerto. Había una gran torre redonda al este enfrente del mar y dos más, una redonda y la otra en una esquina, en el lado noreste del recinto. Actualmente se conservan una de las torres de la esquina sureste y una del este.
La iglesia de San Juan, ortodoxa griega, del siglo XIII o XIV, construida sobre las ruinas de una iglesia previa, que pudo haber sido edificada a principios del siglo VI.
|                  |
| Puerta medieval. |

|                     |
| La stoa restaurada. |

|                       |
| Relieve del trirreme. |

|                      |
| Iglesia de San Juan. |

|                            |
| Vistas desde la acrópolis. |

## Excavaciones

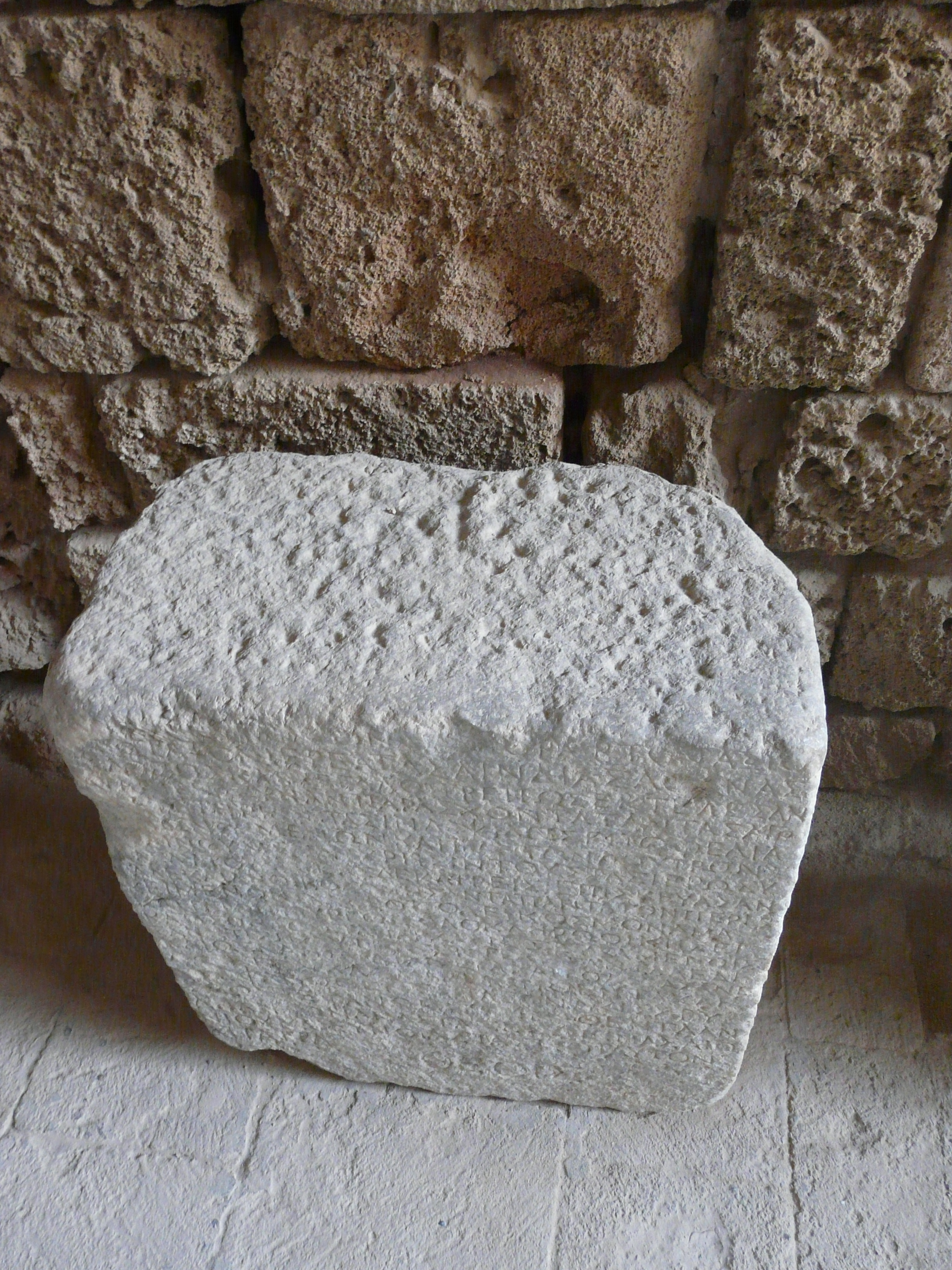
Bloque con inscripciones en griego.

Las excavaciones fueron conducidas de 1900 a 1914 por el Carlsberg Institute de Dinamarca, dirigidas por K.F. Kinch y Christian Blinkenberg. El sitio de la acrópolis fue excavado hasta el lecho de roca y los cimientos de todos los edificios fueron descubiertos. No se han encontrado apenas restos del periodo micénico, pero se cree que en el área debió haber un destacado asentamiento también en ese periodo debido a la presencia en los alrededores de necrópolis con tumbas de cámara del periodo micénico en Lardos y Pylona.
Durante la ocupación italiana de la isla (1912 a 1945) el principal trabajo de restauración fue hecho en la acrópolis de Lindos, que no aprueban los arqueólogos modernos. El lado noreste del templo de Atenea fue restaurado. La monumental escalera de los propileos fue reconstruida y muchas de las columnas de la stoa helenística fueron erigidas de nuevo. Amplias superficies fueron cubiertas con hormigón. Bases y bloques grabados fueron tomados de sus ubicaciones y puestos a lo largo de los muros reconstruidos.
Gran parte de este trabajo fue hecho sin tener cuidado con los restos arquitectónicos supervivientes. En los últimos años arqueólogos del Ministerio griego de Cultura han trabajado para restaurar y proteger los edificios antiguos de la acrópolis, pero es muy difícil por el volumen creciente de turistas.